# Alias
alias je Unix naredba, obično dostupna na svim *nix operacijskim sustavima kao naredba sustava. Služi za postavljanje alijasa, tj. zamjenske ili kraće naredbe za jednu dugačku naredbu (u slučaju naredbe s više parametara koju je potrebno često pozivati) ili više odvojenih naredbi koje se izvršavaju jedna za drugom. Na Linuxu alias je naredba ugrađena u bash ljusku.

## Primjeri
```
alias copy='cp'
alias ipconfig='ifconfig'
```

Na Unix sustavima naredba za kopiranje je cp, neki drugi sustavi rabe copy, slično vrijedi za par ipconfig odnosno ifconfig.
Rezultat zadavanja naredbe alias bez parametara je popis trenutačno važećih alijasa na sustavu.

## Često rabljeni alijasi
Često rabljeni alijasi u Bash ljusci (Linux):
```
alias
 
ls
=
'ls --color=auto'
 
# ispis sadržaja direktorija različitim bojama ovisno o tipu datoteke (ako je pozadina terminala crna, obične datoteke su obično bijele, izvršne zelene, direktoriji plavi itd.)

alias
 
la
=
'ls -A'
           
# ispis sadržaja direktorija, sve datoteke osim . i .. (direktorija iznad i tekućeg direktorija)

alias
 
ll
=
'ls -alF'
         
# ispis sadržaja direktorija, sve datoteke, dugačak ispis i na kraju oznaka tipa datoteke

alias
 
rm
=
'rm -i'
           
# uključivanje interaktivnog načina za naredbu rm

alias
 
cp
=
'cp -i'
           
# uključivanje interaktivnog načina za naredbu cp

alias
 
mv
=
'mv -i'
           
# uključivanje interaktivnog načina za naredbu mv

alias
 
vi
=
'vim'
             
# uporaba "poboljšanog" vim uređivača teksta umjesto "starog" vi-a

```

## Vanjske poveznice
- http://pubs.opengroup.org/onlinepubs/9699919799/utilities/alias.html